# 広島電鉄宇品線
宇品線（うじなせん）は、広島県広島市中区の紙屋町停留場と同市南区の広島港（宇品）停留場を結ぶ、広島電鉄の軌道路線（路面電車）である。駅ナンバリングで用いられる路線記号はU。

## 概要
本線から分岐し、広島市の中心業務地区である紙屋町と広島港を結ぶ路線である。鯉城通り（国道54号）・千田通り（広島県道243号広島港線）・宇品通り（国道487号）に設けられた併用軌道と、広島港付近では広島南道路および臨港道路に並行する専用軌道を走行する。
途中の広電本社前停留場に車庫（千田車庫）があり、広電本社前始発終着となる電車も多い。宇品三丁目 - 宇品五丁目間には安全地帯が短い停留場があり、連接車（3両、5両編成の車両）ではドアがホームにかからない車両がある。

## 路線データ
- 路線距離（営業キロ）：5.9 km
- 軌間：1435 mm
- 停留場数：19（起終点含む。紙屋町西・紙屋町東は同一停留場として計上）
- 複線区間：全線
- 電化区間：全線（直流600 V）

## 運行形態
市内線8系統のうち4系統が乗り入れる。全線を直通するのは基本的に1号線と7号線で、3号線は朝と夕方以降のみ運行の日赤病院前または広電本社前折り返し、5号線は皆実町六丁目で接続する皆実線直通となっている。
このほか、「0号」の電車として、日赤病院前や広電本社前発着の電車（基本的に千田車庫への入出庫電車）が存在する。

## 歴史
- 1912年（大正元年）11月23日：紙屋町 - 鷹野橋 - 御幸橋西詰（現・御幸橋）間が開業。当時は紙屋町 - 鷹野橋を「西塔川線」、鷹野橋 - 御幸橋西詰を「御幸橋線」と呼んでいた。
- 1915年（大正4年）4月8日：御幸橋東詰（のちの専売局前、現在の皆実町六丁目付近） - 宇品終点（現在の海岸通付近）間が開業。現在のルートとは異なり、宇品地区西側の堤防沿いを通るルートであった（堤防下線）。御幸橋西詰 - 御幸橋東詰間は徒歩連絡。
- 1919年（大正8年）5月25日：御幸橋電車専用橋が開通し[1]、御幸橋西詰 - 専売局前間が開業。徒歩連絡解消。
- 1935年（昭和10年）12月27日：専売局前 - 宇品終点間が廃止され、宇品通りを通る皆実町（現・皆実町六丁目） - 向宇品口（現・元宇品口）間の現在のルートに切り替え。
- 1945年（昭和20年）
  - 8月6日：原爆投下により、全線で運行休止。
  - 8月18日：電鉄前（現・広電本社前） - 向宇品口間が複線で復旧。
  - 9月12日：紙屋町 - 電鉄前間が単線で復旧。紙屋町 - 向宇品口間の折り返し運転を開始。
- 1946年（昭和21年）1月7日：本線との直通運転を開始。
- 1951年（昭和26年）4月1日：向宇品口 - 宇品（初代）間が開業。
- 1958年（昭和33年）6月20日：午前ラッシュ時に宇品十三丁目（現・宇品二丁目） - 草津（宮島線）間で直通運転開始。
- 1967年（昭和42年）10月1日：宇品停留場（2代目）移転。0.2km延長。
- 1968年（昭和43年）6月1日：1号線宇品 - 広島駅前、2号線広島駅前 - 己斐、3号線己斐 - 宇品を循環式からピストン運行に変更。
- 1999年（平成11年）：この年のダイヤ改正で1号線・3号線の午前ラッシュ時の単車の車掌乗務がなくなる。
- 2001年（平成13年）
  - 4月10日：広島駅前 - 本通間の運賃を期間限定で120円に値下げ（当初の半年間の予定を1年間に延長し2002年（平成14年）4月9日まで実施された）。
  - 11月1日：広島大学前・向宇品口・宇品各停留場の名称をそれぞれ日赤病院前・元宇品口・広島港（宇品）に、東西に存在した紙屋町停留場の案内上の名称を紙屋町西・紙屋町東に変更。
- 2002年（平成14年）8月31日：宇品五丁目 - 海岸通間の競輪場入口停留場を廃止し、海岸通停留場を0.1km宇品五丁目寄りに移転。
- 2003年（平成15年）
  - 3月29日：広島港停留場（3代目・現在の停留場）移転。0.2km延長。
  - 4月20日：横川駅 - 広電本社前間の7号線運行開始。平日午前ラッシュ時の宮島線からの宇品二丁目行きが広島港（宇品）まで延伸され、折り返し運行として広島港発広電宮島口行きを運行開始。
- 2009年（平成21年）10月26日：ダイヤ改正により、平日午前ラッシュ時の宮島線からの日赤病院前行き、平日午前中の広島港発宮島口行き、平日夕方の広電本社前発広電宮島口行きが廃止となる（宮島線からの直通電車の折り返し運行は広電西広島までに短縮された）。
- 2013年（平成25年）11月11日：ダイヤ改正により、平日午前ラッシュ時の宮島線から広島港までの直通電車がなくなる。
- 2023年（令和5年）
  - 7月24日：ダイヤ改正により、7号線が広島港（宇品）まで延長、3号線を朝と夕方以降のみの運行として日赤病院前または広電本社前折り返しとする[2]。
  - 8月28日 1号線の広電本社前 - 広島港間における一部の連接車両でのワンマン運転を開始[3]。
- 2024年（令和6年）
  - 3月25日：1号線の広電本社前 - 広島港（宇品）間における全ての連接車両でのワンマン運転を開始[4]。
- 2025年（令和7年）8月3日：1号線快速便実証運行開始（ただし快速運転区間は本線内のみ）[5]。

## 今後の予定
2019年4月、広島市南区出島地区で造成中の埋め立て地への路線延伸計画が報道された。現在宇品線の終点である広島港駅から広島市立広島特別支援学校南側に広がる埋め立て地まで1.2kmの区間を延長し、新たな終点には車両基地が建設される予定である。造成の完了する2024年度以降の着工を見込んでいる。

## 停留場一覧
- 全停留場が広島県広島市内に所在。
- 快速は1号線の平日朝ラッシュ時間帯に下りのみ運転。当線内では各停留場に停車[5]。

| 番号         | 停留場名             | 営業キロ     | 営業キロ     | 系統 | 系統 | 系統 | 系統 | 接続路線 | 所在地 |
| 番号         | 停留場名             | 駅間         | 累計         | 系統 | 系統 | 系統 | 系統 | 接続路線 | 所在地 |
| ------------ | -------------------- | ------------ | ------------ | --- | --- | --- | --- | --- | --- |
| 直通運転区間 | 直通運転区間         | 直通運転区間 | 直通運転区間 | 本線 八丁堀経由 広島駅まで 本線 十日市町・土橋経由 広電西広島（己斐）駅まで 本線・横川線 十日市町経由 横川駅まで | 本線 八丁堀経由 広島駅まで 本線 十日市町・土橋経由 広電西広島（己斐）駅まで 本線・横川線 十日市町経由 横川駅まで | 本線 八丁堀経由 広島駅まで 本線 十日市町・土橋経由 広電西広島（己斐）駅まで 本線・横川線 十日市町経由 横川駅まで | 本線 八丁堀経由 広島駅まで 本線 十日市町・土橋経由 広電西広島（己斐）駅まで 本線・横川線 十日市町経由 横川駅まで | 本線 八丁堀経由 広島駅まで 本線 十日市町・土橋経由 広電西広島（己斐）駅まで 本線・横川線 十日市町経由 横川駅まで | 本線 八丁堀経由 広島駅まで 本線 十日市町・土橋経由 広電西広島（己斐）駅まで 本線・横川線 十日市町経由 横川駅まで |
| M07 M08      | 紙屋町停留場         | -            | 0.0          | 0 | 1 | 3 | 7 | 広島電鉄： 本線 広島高速交通：広島新交通1号線（アストラムライン） ⇒ 県庁前駅                                     | 中区 |
| U01          | 本通停留場           | 0.2          | 0.2          | 0 | 1 | 3 | 7 | 広島高速交通：広島新交通1号線（アストラムライン） ⇒ 本通駅                                                       | 中区 |
| U02          | 袋町停留場           | 0.3          | 0.5          | 0 | 1 | 3 | 7 | | 中区 |
| U03          | 中電前停留場         | 0.3          | 0.8          | 0 | 1 | 3 | 7 | | 中区 |
| U04          | 市役所前停留場       | 0.3          | 1.1          | 0 | 1 | 3 | 7 | | 中区 |
| U05          | 鷹野橋停留場         | 0.4          | 1.5          | 0 | 1 | 3 | 7 | | 中区 |
| U06          | 日赤病院前停留場     | 0.2          | 1.7          | 0 | 1 | 3 | 7 | | 中区 |
| U07          | 広電本社前停留場     | 0.4          | 2.1          | 0 | 1 | 3 | 7 | | 中区 |
| U08          | 御幸橋停留場         | 0.2          | 2.3          | 0 | 1 | | 7 | | 中区 |
| U09          | 皆実町六丁目停留場   | 0.5          | 2.8          | 0 | 1 | 5 | 7 | 広島電鉄：皆実線 皆実線（広島駅まで直通運転）                                                                    | 南区 |
| U10          | 広大附属学校前停留場 | 0.3          | 3.2          | 0 | 1 | 5 | 7 | | 南区 |
| U11          | 県病院前停留場       | 0.3          | 3.5          | 0 | 1 | 5 | 7 | | 南区 |
| U12          | 宇品二丁目停留場     | 0.3          | 3.8          | 0 | 1 | 5 | 7 | | 南区 |
| U13          | 宇品三丁目停留場     | 0.2          | 4.0          | 0 | 1 | 5 | 7 | | 南区 |
| U14          | 宇品四丁目停留場     | 0.4          | 4.4          | 0 | 1 | 5 | 7 | | 南区 |
| U15          | 宇品五丁目停留場     | 0.2          | 4.7          | 0 | 1 | 5 | 7 | | 南区 |
| U16          | 海岸通停留場         | 0.5          | 5.1          | 0 | 1 | 5 | 7 | | 南区 |
| U17          | 元宇品口停留場       | 0.3          | 5.4          | 0 | 1 | 5 | 7 | | 南区 |
| U18          | 広島港（宇品）停留場 | 0.5          | 5.9          | 0 | 1 | 5 | 7 | | 南区 |

### 旧線時代
すべて名称は開業時のもの。御幸橋以北は現行と同経路。
御幸橋 - 御幸橋（東詰） - 糧秣支廠北裏門 - 糧秣支廠西裏門 - 西土手五丁目 - 向宇品口 - 御幸松 - 宇品